# Mistr Křižovnického oltáře
Mistr Křižovnického oltáře, činný v Praze kolem roku 1480, byl pozdně gotický malíř, autor křídel oltáře známého jako Puchnerova archa.

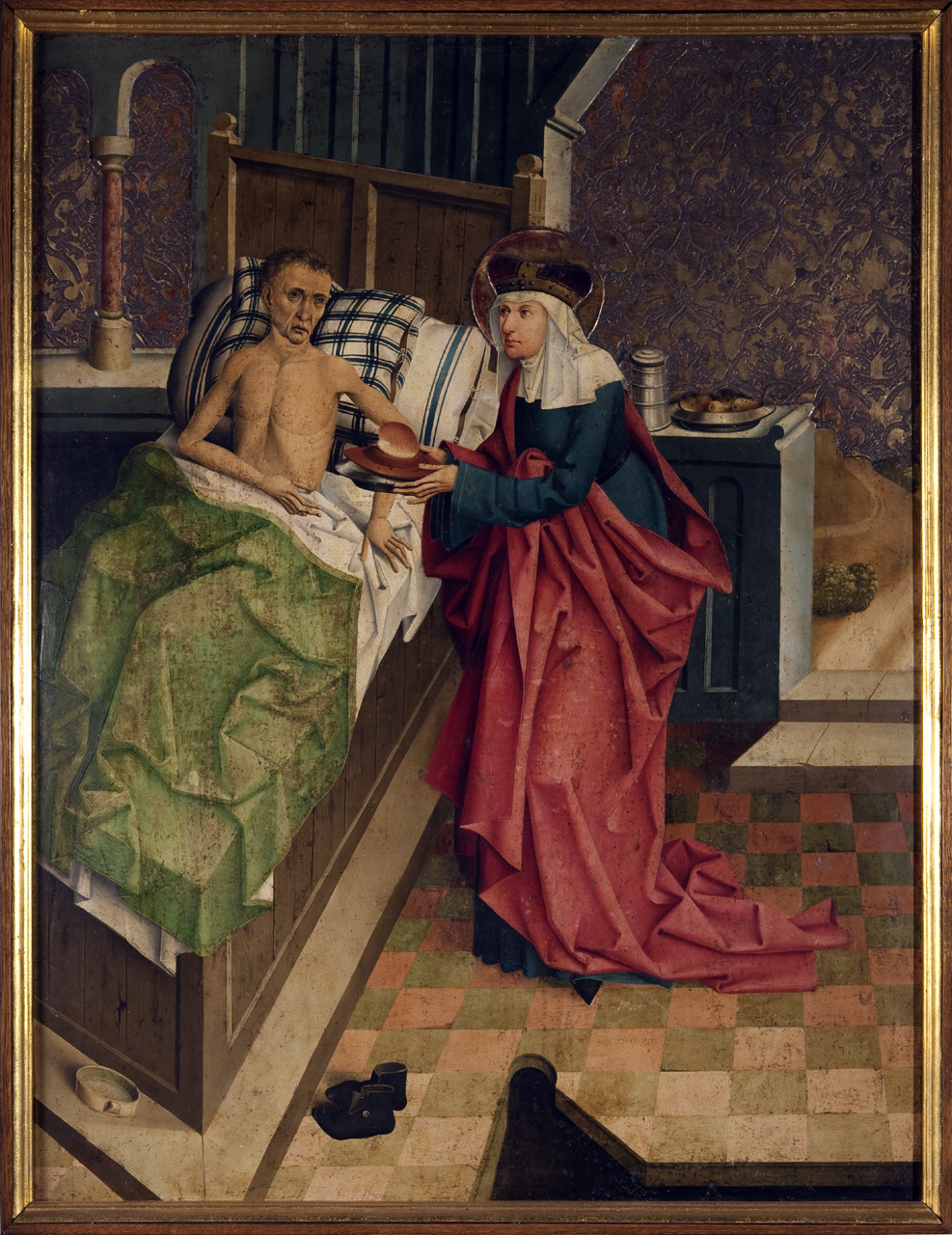
Puchnerova archa, sv. Hedvika, Národní galerie v Praze

Rozměrný křídlový oltář s centrální sochou Panny Marie na půlměsíci (Assumpty) a oboustranně malovanými deskovými obrazy nechal zhotovit velmistr Řádu křižovníků s červenou hvězdou Mikuláš Puchner pro řádový kostel sv. Františka z Assisi v Praze.
Malířský projev Mistra Křižovnického oltáře je ovlivněn malbou Vlámských primitivů (Dieric Bouts), kterou do Čech zprostředkovali umělci působící v Porýní. Malíř patrně pobýval v Kolíně nad Rýnem a byl ovlivněn Mistrem Lyversbergovy pašije  a Mistrem Mariina života, který byl vedoucí osobností tamější malby ve 3. čtvrtině 15. století. V domácí malbě 80. let 15. století nemá Mistr Křižovnického oltáře předchůdce ani přímé následovníky.
Za práce blízké dílně Mistra Křižovnického oltáře jsou považovány velmi kvalitní nástěnné malby hradní kaple ve Zbirohu (Oslavení Panny Marie, Smrt Panny Marie), které patrně objednal Hanuš z Kolovrat a také deskový obraz Panny Marie Klasové z kostela sv. Mikuláše v Boru u Tachova. Malíř, který provedl výzdobu kaple, patrně pocházel z dvorského okruhu Vladislava Jagellonského a do Prahy přišel z jižního Německa či Rakouska. Jako předloha k malbám Oslavení Panny Marie ve Zbirohu a Stigmatizace sv. Františka na křídle pražského oltáře sloužily grafické listy Mistra E.S.
Obraz Panny Marie Klasové je blízký Puchnerově arše v modelaci drapérie a pojetí prostoru. Autor není znám a nelze vyloučit, že se jedná o import z jižního Německa. Z německých děl je Puchnerově arše nejbližší oltář sv. Petra v kostele sv. Sebalda v Norimberku, který však představuje v kontextu norimberské malby cizorodý prvek a typikou tváří spíše souvisí s ulmským malířem Hansem Schüchlinem.